# Storia dello sviluppo della Starship
La Starship è un progetto di veicolo spaziale completamente riutilizzabile, in fase di sviluppo e finanziato dall'azienda statunitense SpaceX, il cui obiettivo è sia per il trasporto umano verso Marte che per altre destinazioni all'interno del Sistema Solare ed il conseguente ritorno sulla Terra.
La SpaceX ha iniziato lo sviluppo del motore a razzo Raptor per la Starship prima del 2014. Il CEO di SpaceX, Elon Musk ha svelato i dettagli del progetto il 27 settembre 2016 all'International Astronautical Congress, esponendo i piani della compagnia che prevedevano il primo volo verso Marte senza equipaggio nel 2022, seguito nel 2024 dal primo volo con equipaggio.

## Il contesto
Nel 2007, Elon Musk si è prefissato l'obiettivo personale di dare il via all'esplorazione e alla colonizzazione di Marte. Alcune informazioni sull'architettura della missione vennero rivelate tra il 2011 e il 2015, dichiarazioni secondo le quali i primi coloni sarebbero arrivati su Marte non prima della metà degli anni '20. I piani della compagnia al 2016 prevedono che i primi umani su Marte non arriveranno prima del 2025.
Musk, in un'intervista rilasciata nel 2011, ha affermato che avrebbe sperato di inviare su Marte un equipaggio umano entro 10-20 anni, e, alla fine del 2012 ha affermato di aver immaginato una colonia su Marte composta da decine di migliaia di persone.
Nell'ottobre del 2012, Musk ha proposto un piano per costruire un secondo lanciatore riutilizzabile, con capacità nettamente superiori a quelle del Falcon 9 e del Falcon Heavy, sui quali SpaceX ha investito miliardi di dollari. Il nuovo veicolo doveva essere, secondo Musk, "un'evoluzione del Falcon 9 ... ma più grande del Falcon 9." Ma il CEO di SpaceX ha anche affermato che non ne avrebbe parlato pubblicamente prima del 2013. Nel giugno 2013, Musk ha dichiarato che non intendeva rilasciare alcuna IPO di SpaceX in borsa affinché "Il Mars Colonial Transporter non volerà regolarmente."
Nel febbraio del 2014, Musk ha dichiarato che l'Interplanetary Transport System sarà "100 volte la grandezza di un SUV", ed in grado di portare su Marte, in ogni lancio, 100 persone alla volta. Inoltre, il direttore della sezione sviluppo motori della SpaceX ha affermato che l'azienda userà, per ogni lanciatore, nove motori Raptor su ogni Falcon 9, simili all'uso dei nove motori Merlin, dichiarando che "sarà in grado di portare oltre 100 tonnellate di carico su Marte." All'inizio del 2014, sembrava che il primo stadio del lanciatore pesante usato per lanciare l'ITS sarebbe stato largo almeno 10 metri di diametro, quasi tre volte il diametro e quasi sette volte la sezione trasversale di un Falcon 9.
Nell'agosto del 2014, i media hanno riportato che secondo alcune indiscrezioni il veicolo super pesante, per poter testare i motori Raptor in condizioni di vuoto, potrebbe effettuare un primo lancio intorno al 2020, rimandando "più in futuro", ogni tentativo di colonizzazione.
Nel gennaio 2015, Musk ha affermato che sperava di poter rilasciare nuovi dettagli "della completamente nuova architettura" del sistema di trasporto verso Marte alla fine del 2015, ma i piani sono stati modificati, per cui, nel dicembre 2015, venne deciso di spostare al 2016, il piano di rilasciare pubblicamente nuove informazioni. Nel gennaio del 2016, Musk ha espresso il volere di pubblicare i dati nel settembre 2016 in occasione dell'International Astronautical Congress. Nel giugno del 2016 ha confermato che la partenza del primo volo senza equipaggio dell'ITS verso Marte è stato pianificato per il 2022, seguito dal primo volo con equipaggio nel 2024.
Nel 2018 Elon Musk ha annunciato la vendita del primo biglietto per un sorvolo ravvicinato della Luna nel 2023, comprato dal magnate giapponese Yūsaku Maezawa. Maezawa inviterà alcuni artisti a volare con lui, come parte del progetto #dearMoon.

### Programma marziano
SpaceX prevede di far partire la prima missione per Marte nel 2022, con un razzo cargo, per identificare eventuali problemi di missione e installare le prime infrastrutture. Nel 2024 partiranno un'altra missione cargo e una con equipaggio umano, che getteranno le fondamenta per le successive missioni umane.
La colonia marziana immaginata da Musk inizierà come un piccolo gruppo di poco più di una decina di persone. Con il tempo, il CEO di SpaceX spera che l'avamposto possa crescere e diventare qualcosa di più auto-sostenibile, di almeno 1 milione di persone. Secondo Musk, "anche con un milione di persone sarà necessaria, per ogni persona, un incredibile fattore di produttività, in quanto sarà necessario ricreare una vera e propria industria marziana. Questi pionieri avranno la necessità di trovare e raffinare minerali in un ambiente estremamente ostile dove non crescono alberi, e di fatto privo di ossigeno. Non vi sarà altro ossigeno né azoto se non quello presente su Marte, e niente petrolio. Escludendo nascite, se porteremo 100 persone alla volta su Marte, saranno necessari 10,000 viaggi per portare 1 milione di persone. Ma ci sarà anche bisogno di rifornimenti. Infatti, il rapporto tra carico necessario per viaggio sarà di circa 10 viaggi cargo per ogni viaggio umano, quindi qualcosa come 100,000 viaggi. E stiamo parlando di 100,000 viaggi di un veicolo spaziale gigantesco."
Musk ha affermato che il costo del viaggio per persona sarà di circa 500,000 dollari, un costo che "la maggior parte delle persone dei paesi sviluppati, con di più di 40 anni, potrebbe sostenere." Successivamente, nel 2016, nel corso della presentazione in Messico, Musk ha affermato che il costo scenderà a circa 200,000 dollari, con la possibilità in futuro di scendere a quota 100,000 grazie all'aumento della capienza della nave da 100 a 200 coloni, e con l'obiettivo finale di arrivare a voli ancora più economici a colonia costruita.
Prima dell'invio di equipaggi umani verso Marte, saranno inviate sul pianeta rosso un certo numero di missioni cargo per garantire la disponibilità di un necessario equipaggiamento, di un habitat e di provviste. Il complesso logistico che accompagnerà i primi gruppi includerà macchine per produrre fertilizzante, metano e ossigeno da un'atmosfera marziana principalmente composta sia di azoto e di anidride carbonica che del ghiaccio presente nel sottosuolo, nonché materiali utili per costruire cupole trasparenti utili alle colture vegetali commestibili.

## Interplanetary Transport System (2016)
L'Interplanetary Transport System fu la prima ipotesi concreta relativa al futuro veicolo spaziale e da cui si sarebbe evoluto il design della Starship (SpaceX). Fu progettato a due stadi: un grosso veicolo spaziale interplanetario in grado di trasportare passeggeri e carichi e un nuovo lanciatore super-pesante, un sistema completamente riutilizzabile.

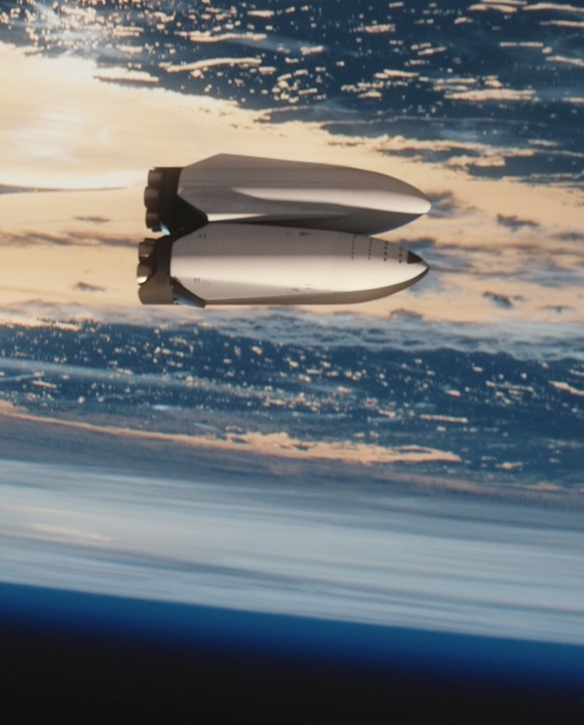
Rendering del rendezvous in orbita terrestre della Interplanetary Spaceship con ITS Tanker, per rifornire la prima in vista del viaggio verso Marte.

Il veicolo interplanetario, "Interplanetary Spaceship" era in grado di trasportare su Marte in circa tre mesi, per ogni lancio, fino a 100 persone alla volta.. Era lungo circa 50 metri con un diametro massimo di 17. L'Interplanetary Spaceship era dotato per l'atterraggio di tre gambe di sostegno estensibili, con una capacità teorica di atterrare in modo propulsivo sulla superficie di ogni corpo celeste del Sistema Solare. La propulsione era affidata a 9 motori Raptor, di cui 6 funzionanti solo nel vuoto dello spazio e 3 utili per l'atterraggio, analoghi ai motori montati sul lanciatore. Il veicolo era alimentato a metano e ossigeno liquidi, scelti in modo da poter produrre il carburante per il viaggio di ritorno direttamente sulla superficie marziana, sfruttando sia l'anidride carbonica atmosferica che l'acqua contenuta nel suolo. Il carico utile per la superficie di Marte era di 450 tonnellate con il peso del solo veicolo di 150 tonnellate e quello del carburante di 1950 tonnellate. 
Nei piani dell'azienda, una versione modificata del veicolo, denominata ITS Tanker, progettata per essere riutilizzata 100 volte senza interventi significativi di manutenzione, avrebbe permesso il rifornimento in orbita terrestre tramite una manovra di rendezvouscon un carico trasportabile di 380 tonnellate di ossigeno e metano liquido. Per il rifornimento completo di un viaggio su Marte, erano ipotizzati 5 tanker per portare le 1950 tonnellate di carburante necessarie. Le dimensioni di questa navicella sono identiche alla versione per passeggeri.
A supporto dei lanci della navicella ITS, sarebbe stato realizzato un lanciatore super pesante capace di trasportare fino a 300 tonnellate di carico in orbita terrestre bassa e concepito per essere completamente riutilizzabile. Dotato di 42 motori a razzo Raptor, alimentati a LOX/CH4 e con un'altezza di 77,5 metri e un diametro di 12.

## Big Falcon Rocket (2018)
A settembre 2017, al 68º incontro annuale dell'International Astronautical Congress, SpaceX ha presentato la nuova architettura del veicolo. Musk ha detto "stiamo cercando il nome giusto, ma almeno il nome in codice è BFR." Il design del 2017 prevede un diametro di 9 metri, con motori Raptor alimentati da methalox; inizialmente mirerà all'orbita terrestre e all'ambiente cislunare, in seguito sarà usato per voli fino a Marte.
Il design del 2017 era cilindrico, con una piccola ala a delta posteriore con dei flap per controllare il beccheggio e il rollio. L'ala a delta e i flap servono ad espandere l'inviluppo di volo per permettere alla navicella di atterrare in varie condizioni di atmosfera, (assente, rarefatta, o densa) e di carico (assente, leggero, o pesante) nel muso della navicella. Sono state descritte tre versioni della navicella: BFS cargo, BFS tanker, e BFS crew. La versione cargo sarà utilizzata per lanciare satelliti in orbita terrestre bassa—e porterà "significativamente più satelliti rispetto a qualsiasi altra cosa precedente"—nonché per trasporto merci sulla Luna e su Marte. Dopo un rifornimento in orbita terrestre alta (ellittica) la navicella è progettata per essere in grado di atterrare sulla Luna e tornare sulla Terra senza un ulteriore rifornimento.
Inoltre, il BFR è teoricamente capace di portare passeggeri e/o merci rapidamente in posti sulla Terra, consegnando il carico in qualsiasi punto del pianeta entro 90 minuti.

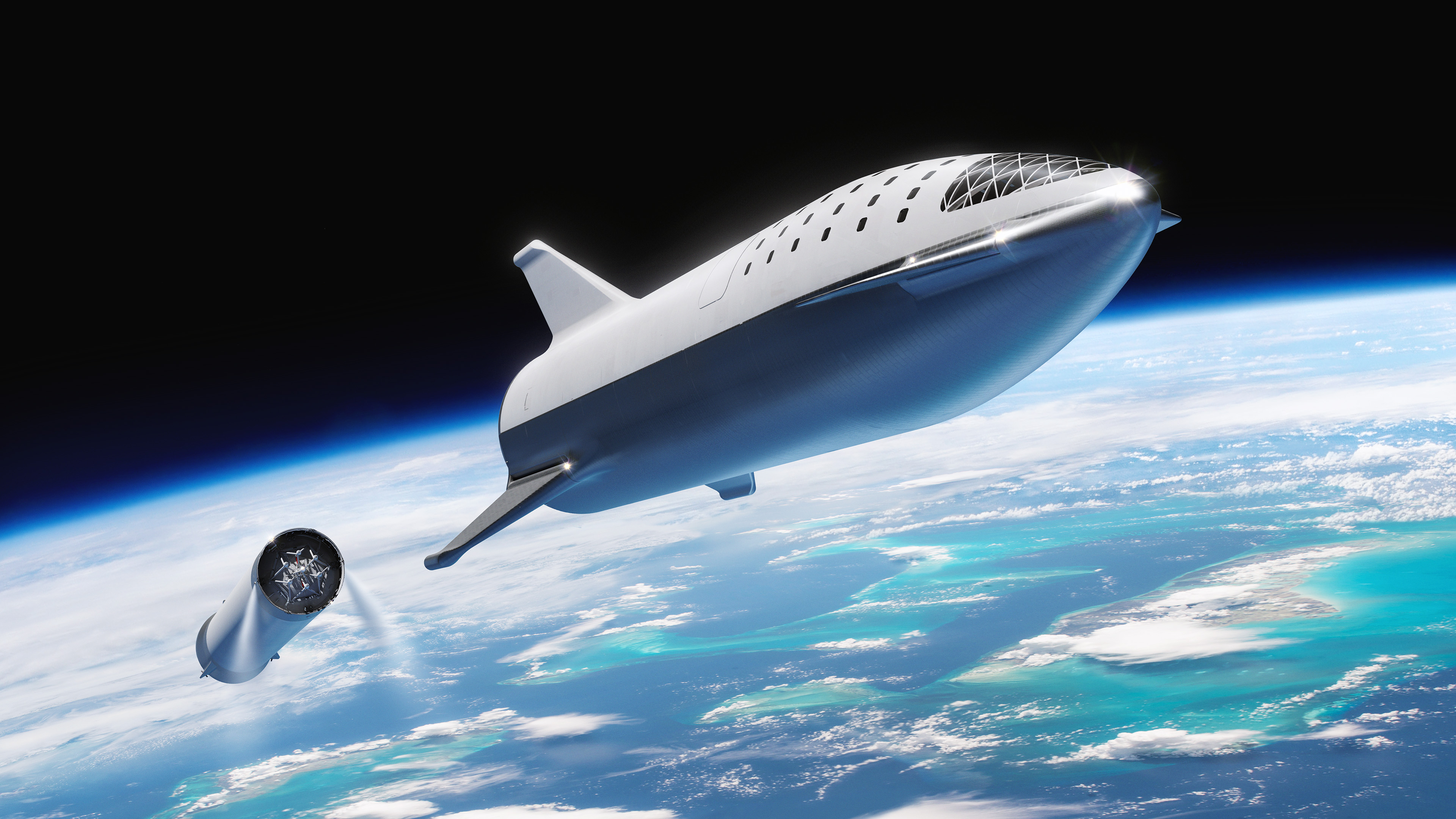
Rappresentazione artistica della separazione nel BFR (versione 2018)

A settembre 2017, i motori Raptor erano stati collaudati per un insieme di 1200 secondi di accensione su 42 test del motore. Il test più lungo è stato di 100 secondi, che è limitato dalla dimensione dei serbatoi di propellente alla struttura dei collaudi a terra di SpaceX. Il motore di prova lavora a una pressione di 20 MPa (200 bar; 2 900 psi), con l'obiettivo di 25 MPa (250 bar; 3 600 psi), e SpaceX si aspetta di raggiungere 30 MPa (300 bar; 4 400 psi) nelle iterazioni successive. A novembre 2017, Gwynne Shotwell, presidente e COO di SpaceX, ha denotato che metà dell'intero lavoro di sviluppo del BFR era allora incentrato sul motore Raptor.
L'ambizioso obiettivo nel 2017 era mandare le prime due missioni cargo su Marte nel 2022, con lo scopo di "verificare le risorse d'acqua e identificare i pericoli" contemporaneamente a mettere "l'infrastruttura per l'alimentazione, per l'attività mineraria, e per il supporto vitale" sul posto per i futuri voli, seguite da quattro navi nel 2024, due con equipaggio e due con attrezzatura e provviste aggiuntive che hanno lo scopo di preparare una struttura di produzione di propellente.
In un annuncio successivo, tenuto alla sede di SpaceX a Hawthorne a settembre 2018, Elon Musk ha mostrato un nuovo design della BFS con l'aggiunta di tre pinne posteriori e due pinne canard anteriori. Il concept rivisitato di BFR ha sette motori Raptor di uguale dimensione nel secondo stadio. Il secondo stadio ha anche due piccole pinne azionabili vicino al muso della navicella, e tre pinne grandi alla base, due delle quali azionabili, e tutte e tre che fungono da gambe di atterraggio.  In aggiunta, è stata annunciata una missione di circumnavigazione lunare, programmata per il 2023. La navicella sarà usata per una missione privata proposta per far volare turisti spaziali, sponsorizzata da Yusaku Maezawa insieme ad altri artisti di varie discipline.
SpaceX ha anche affermato che "non è più in programma il potenziamento del secondo stadio del Falcon 9 per riusabilità." I due stadi del BFR hanno avuto il loro nome a novembre: Starship per il secondo stadio e la navicella e Super Heavy per il primo stadio (il booster) "necessario per uscire dalla gravità terrestre (non per altri pianeti o lune)."
Nel 2015, SpaceX stava cercando luoghi per strutture dove costruire il razzo; le indagini sono furono fatte in California, Texas, Louisiana, e Florida. A settembre 2017, SpaceX aveva già cominciato a costruire dei componenti del veicolo di lancio. "La strumentazione per i serbatoi principali è stata ordinata, la struttura è in costruzione, cominceremo la fabbricazione della prima navicella [nel secondo trimestre del 2018.]"
A partire da marzo 2018 SpaceX aveva cominciato la realizzazione di una struttura di produzione per fabbricare i veicoli di 9 metri al porto di Los Angeles. La produzione della prima navicella era in corso a marzo 2018 in una struttura provvisoria al porto. L'azienda aveva affittato un sito di 18 acri per 10 anni, con la possibilità di molteplici rinnovi, e con l'intento di usare il sito per la manifattura, recupero di merci portate dalla navicella, e ricondizionamento del booster e della navicella.  I primi voli suborbitali di prova erano pianificati per il 2019 o più tardi. L'azienda continuava a affermare pubblicamente l'obiettivo di compiere i primi voli di merci diretti su Marte per il 2022, seguiti dai primi voli con equipaggio il periodo sinodico successivo, nel 2024, coerentemente con le date menzionate a fine 2017.
Il progetto della struttura permanente al porto di Los Angeles prevedeva un edificio di 18 910 metri quadri e alto 32 metri. Il veicolo di lancio interamente assemblato sarebbe stato "trasportato da una chiatta, attraverso il Canale di Panama, fino a Cape Canaveral in Florida per il lancio." Il sito fu, tuttavia, completamente smantellato ad aprile 2019.

## Starship (2019)

### Dal nuovo nome al primo prototipo

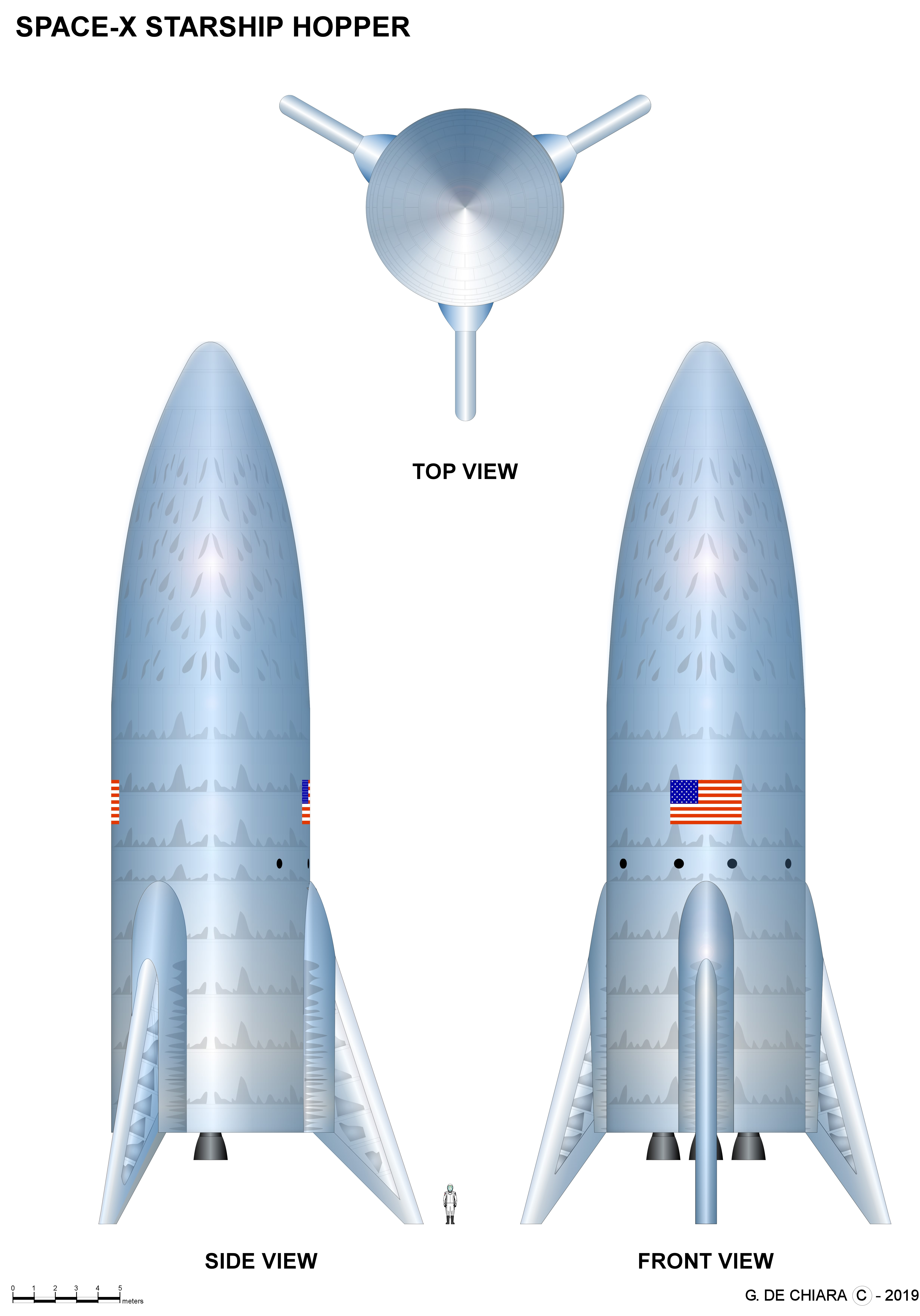
Il prototipo di Starhopper così come realizzato tra dicembre 2018 e gennaio 2019. La parte superiore fu danneggiata e rimossa.

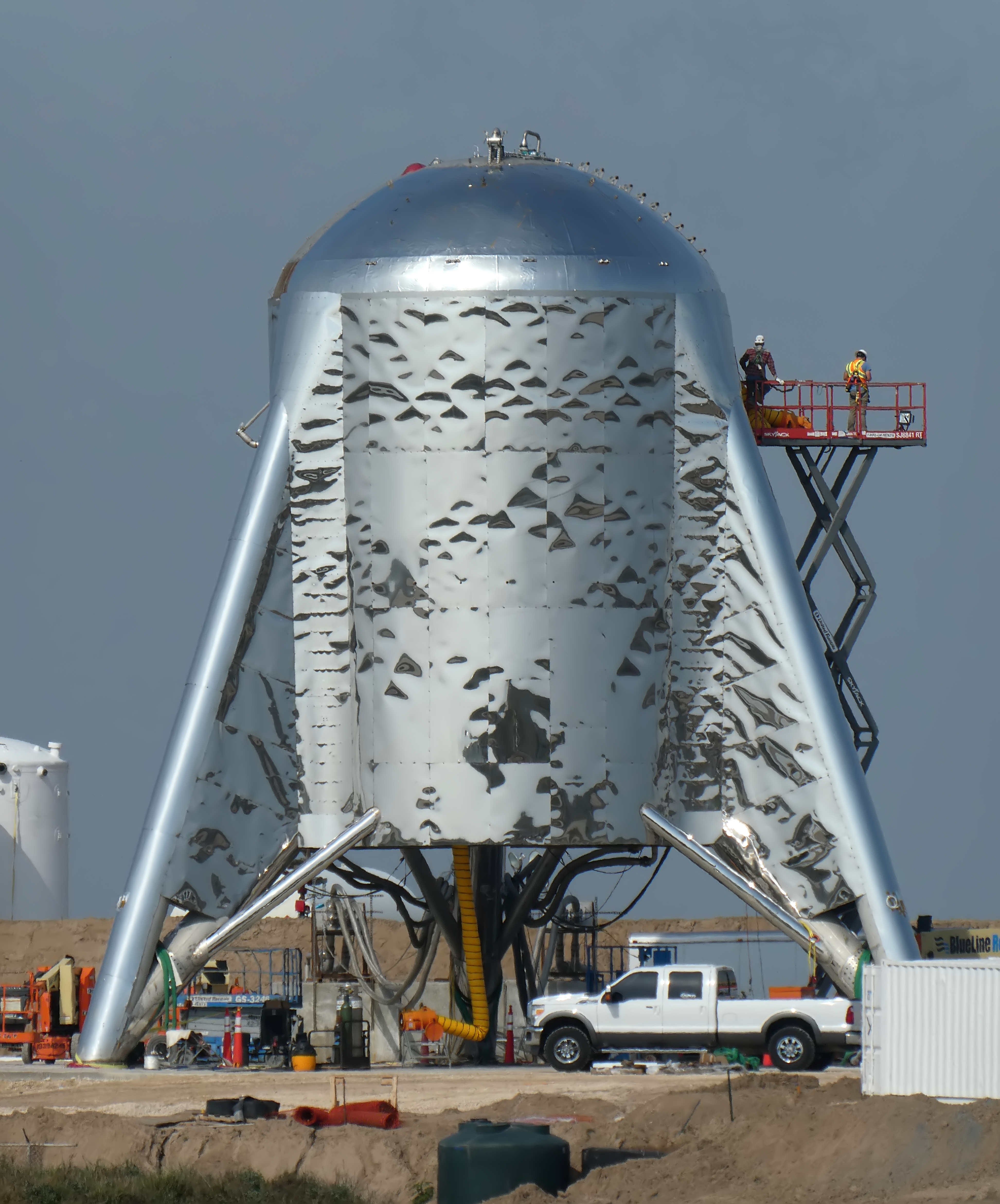
Starhopper nella sua configurazione da collaudo a marzo 2019.

Con un tweet pubblicato il 20 novembre 2018, Musk annunciò che la nuova navicella sarebbe stata rinominata Starship e sarebbe stata composta da due parti: la Starship vera e propria, ovvero lo stadio superiore e il Super Heavy, come razzo necessario a sfuggire alla gravità terrestre. Il successivo 24 dicembre, pubblicò una foto in cui mostrava due elementi in acciaio inossidabile in fase di assemblaggio presso il sito di Boca Chica, rivelando che si trattasse di un prototipo, di altezza ridotta, del nuovo veicolo spaziale e i cui test sarebbero partiti la successiva primavera 2019. Allo stesso tempo confermò che il nuovo veicolo sarebbe stato costruito in una lega di acciaio inossidabile e non più in fibra di carbonio come ipotizzato per l'ITS e il BFR, considerata la sua maggiore resistenza sia a temperature alte che a temperature criogeniche, i costi sostanzialmente più bassi e il minor residuo derivante dalla sua lavorazione. Affermò, inoltre, che non sarebbe stata verniciata e che all'aspetto sarebbe sembrata come "argento liquido". L'11 gennaio 2019 condivise una foto del prototipo completamente assemblato. Nelle settimane successive, a causa di venti forti, l'ogiva del prototipo rimase danneggiata e fu rimossa, conservando solo la struttura di base con i relativi serbatoi. A febbraio vi fu il primo test di un motore Raptor, che sarebbe stato utilizzato sul nuovo veicolo spaziale. A marzo 2019, il Raptor SN2 fu montato sull'Hopper, il nome con il quale ci si riferiva al prototipo del veicolo spaziale, mentre nel sito di Boca Chica procedevano le operazioni di collaudo per i serbatoi di ossigeno e metano liquidi, elementi del propellente del motore. Dopo diverse settimane di test, l'Hopper effettua il suo primo salto il 6 aprile 2019, alzandosi di circa un metro da terra. Pochi giorni dopo, Musk condivide una foto del prototipo con la didascalia Starhopper, ufficializzando, di fatto, il nome che gli era stato attribuito informalmente nelle settimane precedenti.
Ad aprile Musk condivise delle immagini renderizzate della Starship, il cui aspetto era molto simile al modello dello Starhopper, a parte la differenza di altezza,  la presenza di due flap sommitali e l'inserimento di finestrini e vetrate per il modulo abitativo. A inizio giugno fu installato il Raptor SN4 per una nuova campagna di test. Il successivo luglio ricevette un'autorizzazione della durata di un anno da parte della Federal Aviation Administration per effettuare "un numero illimitati di voli dello Starship Hopper entro i limiti dell'area identificata dal permesso [...]" Con il successivo montaggio dell'SN6, Starhopper effettua il suo primo volo libero, alzandosi di circa 20 metri, il 26 luglio. Il suo secondo volo, fu effettuato il 27 agosto 2019 e in questa occasione raggiunse i 150 metri di altezza. In seguito al successo dei test Starhopper fu ritirato in favore dei nuovi prototipi in scala.

### La costruzione dei prototipi di Starship

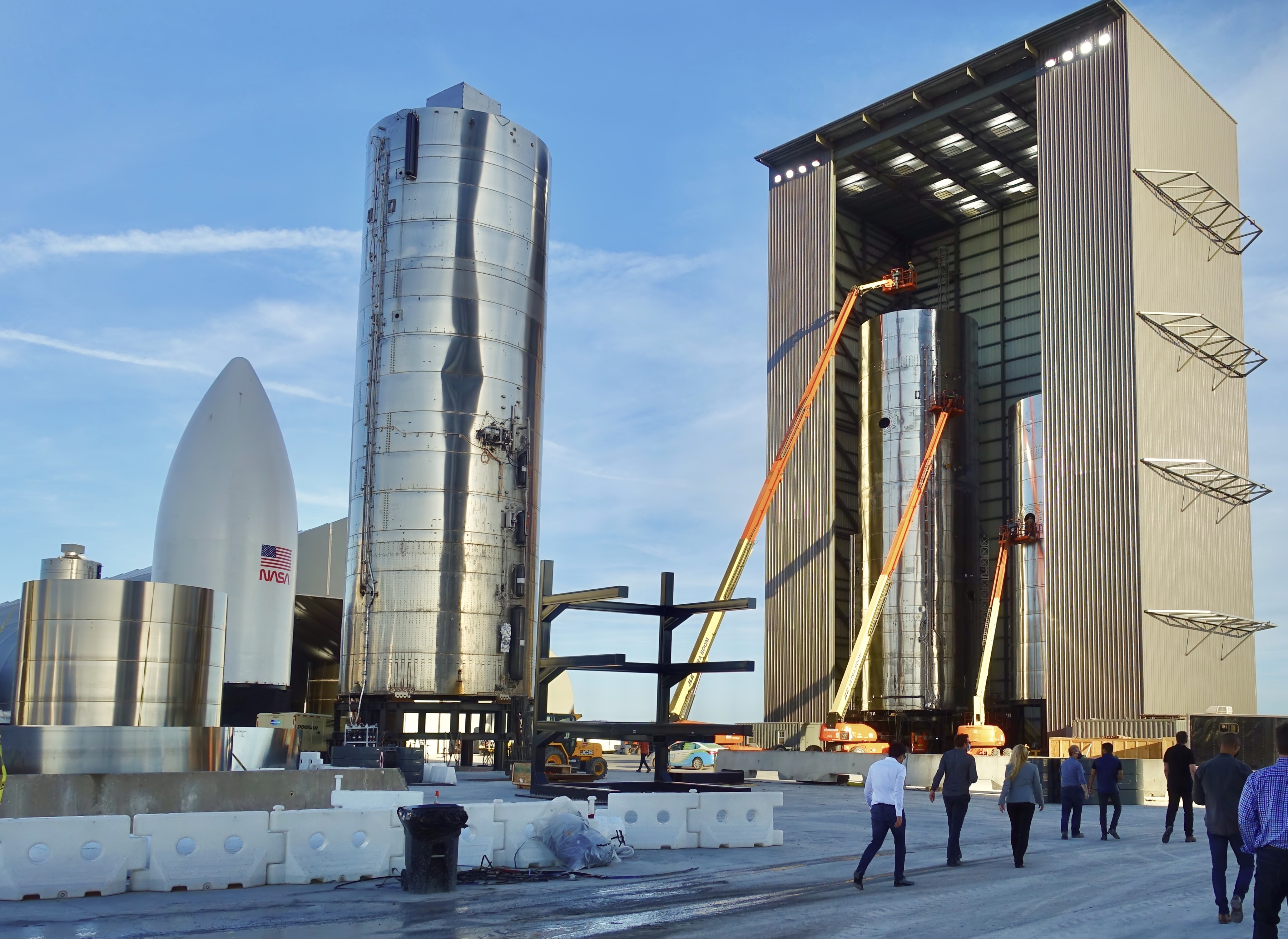
La Mid Bay di Boca Chica, con all'interno i due prototipi SN10 e SN11 in fase di assemblaggio. In primo piano, in bianco, il mock up della versione di Starship dedicata al programma Artemis.

#### Prototipi della navicella Starship
La costruzione dei primi prototipi potenzialmente orbitali iniziò a marzo 2019, contemporaneamente nei siti di Boca Chica, in Texas e a Cocoa, in Florida. Solo durante il maggio successivo Musk svelò che due team diversi stavano "gareggiando" per definire le tecniche e i design più efficienti.
A settembre dello stesso anno, durante un evento pubblico nello stabilimento texano, Musk mostrò il prototipo della Starship Mk1, annunciando aggiornamenti sul design e sulla portata del carico ipotizzato a circa 100 000 kg iniziali, con l'obiettivo di raggiungere 150 000 kg con il passare del tempo. Dopo il cedimento dovuto a test di pressione della Mk1, SpaceX decide di sospendere la realizzazione della Mk2, all'epoca in corso a Cocoa, in Florida, e passare direttamente alla Mk3, che viene rinominata SN1 per sottolinearne l'evoluzione delle tecniche di costruzione: gli anelli di acciaio diventano più alti, per ridurre i punti critici. Questo passaggio determina il relativo stop alle attività di costruzione dello Starship nel sito in Florida, che da quel momento saranno completamente trasferite a Boca Chica. L'intenzione annunciata da Musk è quello di rendere più rapido e semplice il processo di produzione e test, con l'obiettivo di effettuare più voli durante la stessa giornata. l prototipo SN4 fu il primo a passare i test a pressione criogenici nel mese di maggio. Successivamente SN5 e SN6 furono i primi ad effettuare con successo dei voli di prova di 150 metri con un motore Raptor acceso. Il 9 dicembre 2020, il prototipo SN8 effettuò il primo volo suborbitale di prova. Il prototipo si sollevò dalla piattaforma di lancio utilizzando i tre motori Raptor, salì a quota 12,5km e, utilizzando il (Reaction Control System) e i flap, si posiziono parallelamente al terreno iniziando una caduta libera. Il test dimostrò con successo la capacità di decollo, salita, trasferimento di propellente, l'esecuzione della manovra di capovolgimento e il preciso controllo dei flap per l'atterraggio. Tuttavia, la bassa pressione all'interno del serbatoio di testa durante la riaccensione dei motori, comportò un'eccessiva velocità di discesa e l'espolsione del veicolo a contatto con il suolo. Il test fu considerato ampiamente positivo, permettendo il raccoglimento di numerosi dati per i test successivi. 
Musk commentò il successo del test con un tweet "Marte, stiamo arrivando.".

#### Prototipi di Super Heavy
Prime concrete informazioni sull'avvio dei lavori per la costruzione del Super Heavy si hanno a partire dall'estate 2020, quando iniziarono lavori sia nell'area del sito di lancio, per la costruzione di una piattaforma di lancio orbitale, sia nell'area di produzione per la costruzione di un capannone industriale di 81 metri in cui sarebbero stati allestiti i prototipi. In un tweet pubblicato ad agosto 2020, Musk, oltre a informare su modifiche nel design del Super Heavy, che avrebbe avuto quattro e non sei gambe, affermò che entro ottobre 2020 un prototipo avrebbe effettuato i primi test.
Sebbene possano sembrare simili, Starship e Super Heavy in futuro avranno anelli di acciaio inossidabile differenti. Quelli di Starship saranno molto più fini, mentre per il primo stadio SpaceX deve utilizzare anelli con un diametro maggiore. Musk ha spiegato che per supportare l’intera struttura, il serbatoio inferiore del Super Heavy sarà dotato anche di rinforzi longitudinali.

## Galleria d'immagini

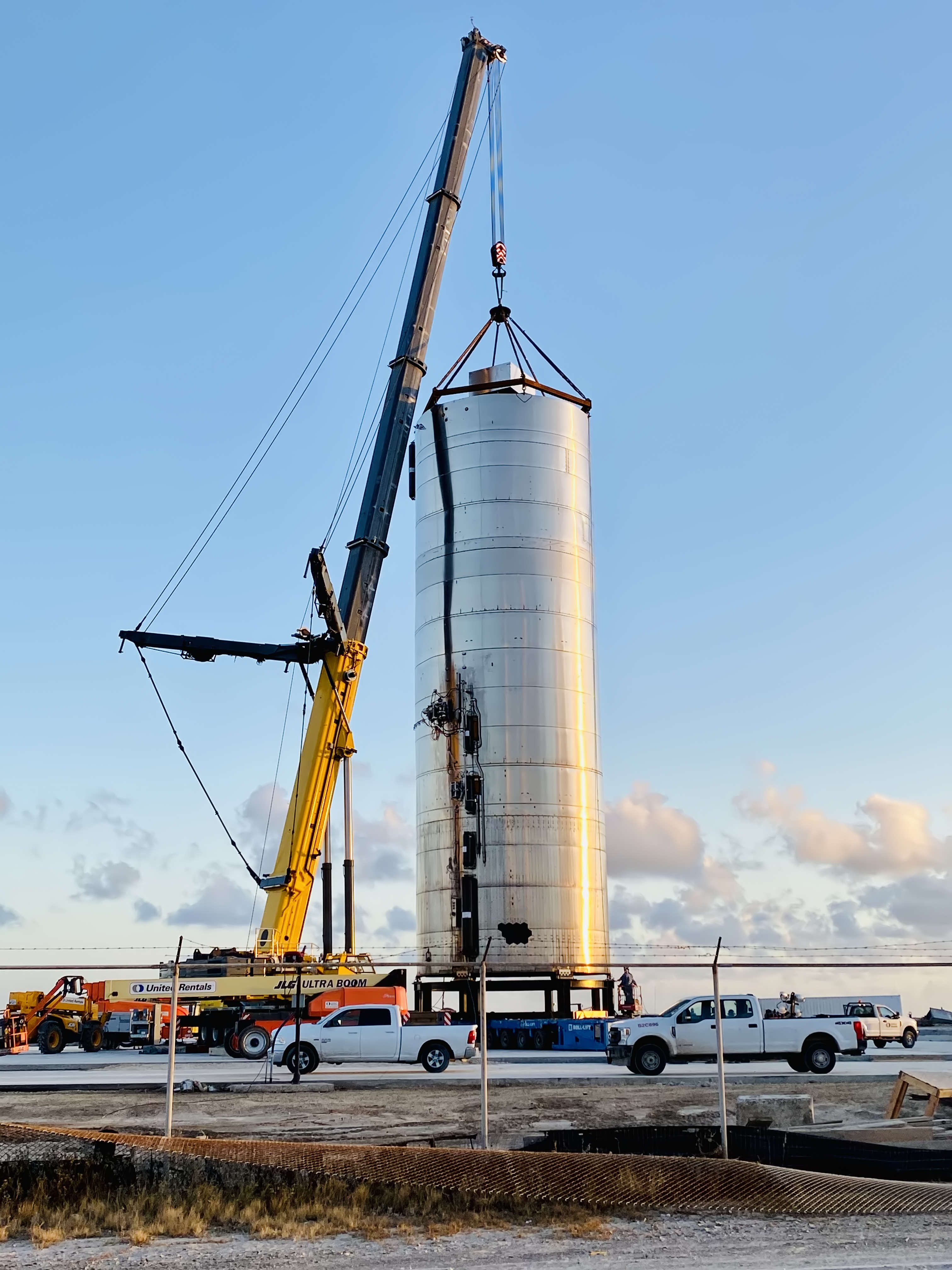
SN5 viene rimosso dal banco di collaudo dopo aver effettuato il "salto" di 150 metri, agosto 2020
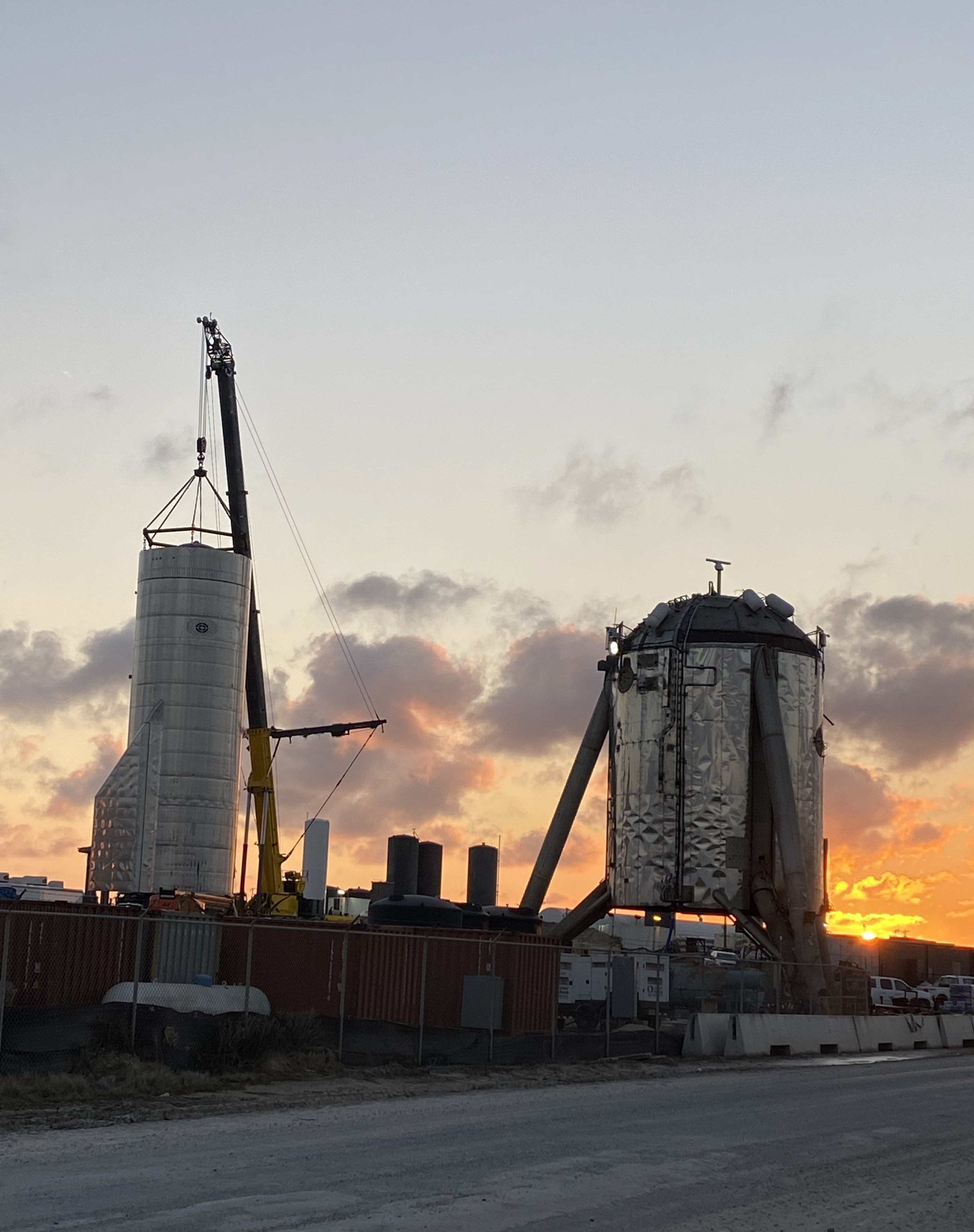
SN8 in fase di trasporto a settembre 2020
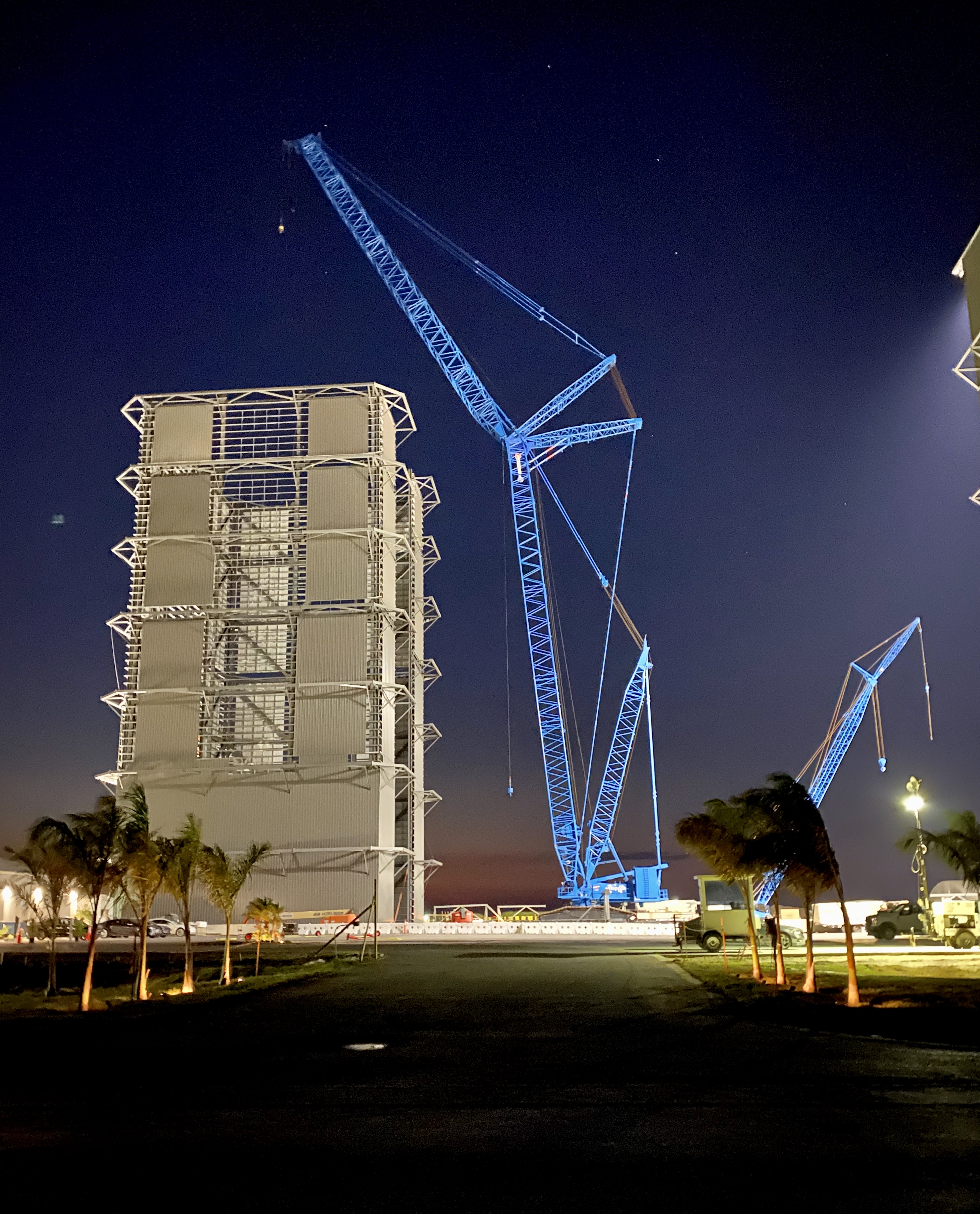
L'hangar di 81 metri realizzato per la costruzione del SuperHeavy
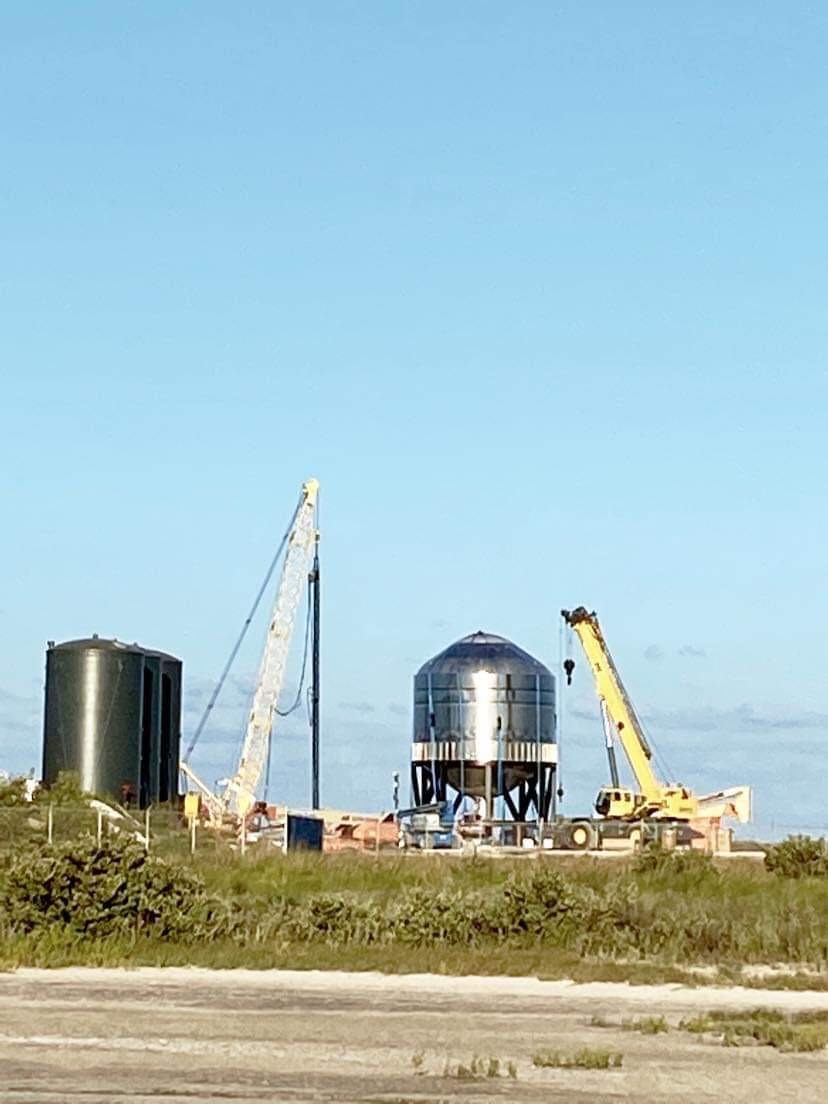
Serbatoio SN7 durante la campagna di test a maggio 2020
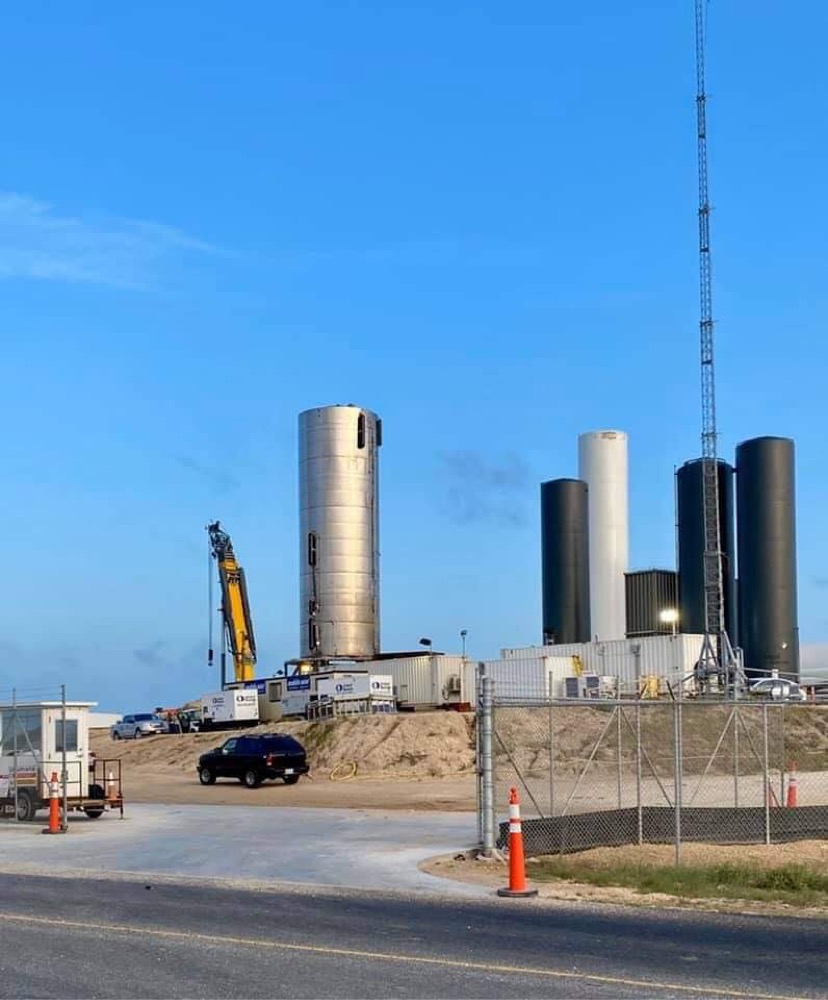
Starship SN5 durante i collaudi